# Тімон і Пумба (мультсеріал)
«Тімон і Пумба» (англ. Timon & Pumbaa) — мультсеріал, спіноф серії анімаційних фільмів «Король Лев». Виробництво: США, 1995—1999 роки. Мультсеріал практично не пов'язаний з оригінальним фільмом, на відміну від «Короля Лева», у світі якого немає ні людей, ні техніки, дія мультсеріалу відбувається в 90-х роках XX століття, і персонажі охоче користуються досягненнями технічного прогресу. Усі персонажі «Короля Лева» за винятком Тімона і Пумби в серіалі з'являються епізодично.

## Персонажі
Тімон — ледачий, хитрий, нетерплячий, часто жадібний і зарозумілий сурикат, який безмірно любить свого друга Пумбу. Через свої маленькі розміри досить боязкий, що не заважає йому розхвалювати свою хоробрість перед хижаками, коли їх поруч немає. Є стратегом практично всіх планів і авантюр, які в своїй більшості виявляються невдалими. Його виживання залежить від швидкості переміщення Пумби. Періодично жадібність і зарозумілість Тімона бере верх над дружбою з Пумбою. Не проти поїсти «на халяву», забуваючи про обережність. Його прізвище — Берковітц.
Пумба — в міру вгодований бородавочник, доброї душі свинтус. Дуже довірливий. Прихильник справжньої дружби і чесності, чемпіон із відрижки. Від страху, задоволення чи напруги часто псує повітря. Є основним засобом переміщення на великі відстані для Тімона. Шлунок у Пумби настільки об'ємний всередині, що там легко влазить і ховається Тімон. Слово «Свиня» Пумбу страшенно нервує, викликає агресію і гнів, і, який би там не був ворог, Пумба жваво з ним розправиться. Тугий на кмітливість, але іноді видає розумні й виважені думки, які Тімон тут же перекручує так, як ніби це він це щойно придумав. Досить ерудований в географії, їжі, народностей.

## Історія
У США прем'єра мультсеріалу відбувалася одразу на двох каналах.
Тринадцять серій 1-го сезону було трансльовано восени 1995 року, з 8 вересня по 29 грудня. Показ відбувався за синдикованою системою у блоці Disney Afternoon щоп'ятниці по одній серії. Інші прем'єрні 12 епізодів показували паралельно Disney Afternoon того ж 1995 року, навіть у той самий час, але на каналі CBS по суботах протягом трьох місяців, з 16 вересня до 16 грудня.
Характерною особливістю першого сезону є пісні у трьох випусках, що виконуються поза сюжетами двох епізодів і є по суті самостійними творами.
Окрім головних персонажів, суриката Тімона і кабана Пумби, повертаються гієни Шензі, Банзай і Ед, мудрий Рафікі зі своїми історіями, з'являється лиходій Квінт у різних образах, равлик Вітер, гепарди Четато і Четейто, жартівник Фред, пінгвін Ірвін, Грифи-поліцейські, злодії Пітер та Вероніка.
Відбулися деякі зміни в озвученні, зокрема, за Тімона у різних епізодах говорять Натан Лейн і Квінтон Флін, Вупі Голдберг замінила Трес Мак-Нілл, Чіча Маріна — Роб Ползен.
Серед запрошених акторів: Ейпріл Вінчел, Ненсі Картрайт, Джуйсі Кетц, Ді Бредлі Бейкер, Чарльз Адлер, Сі Скот Баллок, Гілберт Ґотфрід. У 1996 році Натан Лейн отримав нагороду за «Видатне озвучення у анімаційній програмі» (Outstanding Performer in an Animated Program — Nathan Lane For playing «Timon» (Won).
Тринадцять серій 2-го сезону показали з 2 вересня по 25 листопада 1996 року за синдикованою системою у блоці Disney Afternoon щоп'ятниці по одній серії, і ще 8 серій показали на каналі CBS з 14 вересня по 9 листопада.
Характерною особливістю другого сезону є історія знайомства Тімона і Пумби, яка розбита на два повнометражні двадцятихвилинні епізоди. Цей сюжет зовсім не врахували у повнометражній частині «Король лев 3», де показано альтернативний варіант розвитку подій. Нема вже в сезоні окремих історій від гієн чи Рафікі, але вони з'являються у інших епізодах. Повертаються також Квінт, равлик Вітер, пінгвін Ірвін, Грифи-полісмени, з'являється персонаж Зазу зі своїми серіями, брехливий Тукан Дан, Бос Бобер.
Це мав бути останній сезон мультсеріалу, але зважаючи на високі рейтинги у Європі, шоу продовжили знімати у 1999-му. 39 епізодів транслювали на «Toon Disney», починаючи з 1 січня 1999 року. У мультсеріалі значно поменшала кількість другорядних персонажів, більшість історій базувалися на пригодах головних героїв. Назви серій тепер писались винятково на підложці з епізоду Catch Me If You Kenya. Вийшло усього 86 епізодів.

### Показ в Україні
В Україні показ почався 3 листопада 2011 року на каналі «1+1» в будні о 07:15 рубрикою в ранковому шоу «Сніданок з 1+1», а у вихідні о 10:30 в блоці «Чарівний світ Disney». Це третій диснеївський мультсеріал на ефірному телебаченні українською мовою, перший непрем'єрний. Показ раптово перервали у вівторок, 22 листопада, без зазначення у телепрограмі першою серією мультсеріалу «Чіп і Дейл» у прем'єрному українському дубляжі. Продовження пригод кабана і суриката запустили по вихідних з неділі, 27 листопада. Завершили 25 серій 1-го сезону у суботу вранці 17 грудня 2011 року, а в неділю, 18 грудня почали другий, в блоці разом із прем'єрним мультсеріалом «Месники: Могутні герої Землі», після закінчення якого показували по дві серії підряд. Таким чином, сезон мав завершитися 11 лютого, але натомість трансляцію продовжили тільки з російським дубляжем без українських субтитрів аж до кінця мультсеріалу, завершивши його рівно на Свято Воскресіння Христового, 15 квітня. Далі шоу запустили із самого початку по суботах та неділях, а потім у щоденному блоці, тому до непоказаних серій дійшли аж 30 липня 2012 року.

## Український дубляж
Фільм дубльовано студією Le Doyen на замовлення компанії Disney Character Voices International у 2011 році.
- Перекладачі тексту та пісень — Роман Дяченко, Олександр Шабельник, Сергій Ковальчук
- Режисери дубляжу — Анна Пащенко, Іван Марченко
- Музичний керівник — Іван Давиденко
- Звукорежисер — Марія Нестеренко
- Координатор дубляжу — Аліна Гаєвська
- Творчий консультант — Magdalena Dziemidowicz
- Диктор — Олександр Ігнатуша

| Актор                  | Роль |
| ---------------------- | --- |
| Павло Скороходько      | Тімон, Монті, Друг Ціпко Свина |
| Назар Задніпровський   | Пумба, Бампу, Ціско Свин, Хмара Ерні |
| † Валерій Шептекіта    | Рафікі |
| Іван Розін             | Сімба |
| В'ячеслав Довженко     | Зазу |
| Олександр Ігнатуша     | Равлик Вітер, Броненосець Маділло, Страхомір, Череп, Чудовисько, Чан дер, Печера чудес, Марлі                                                                                             |
| Микола Боклан          | Вампір кажан, Морж, Тубілець, Полісмен, Місяць, Горила, Фермер, Бегемот, Бандити, Бос Бобер, Пан Свиня, Боцман Слинько, Звір                                                              |
| Сергій Солопай         | Ед, Вождь, Слон, Пташеня, Бегемот, Зелений Тед, Жук, Боб, Пес Щасливця, Варфоломій, Фермер, Буфер, Старший вартовий, Кевін, Ковбой, Корова, Джин, Боцман Смерть, Бос Бобер                |
| Володимир Ніколаєнко   | Ірвін, Жовтий Тед, Дятел, Кондор, пан Кнопка, Гусак, Тарган, Боцман Доля, Фотограф, Малий Бобер                                                                                           |
| Дмитро Вікулов         | Банзай, Джек, Червоний Тед Чоловік, Слон, Кондор, Чоловік-піца, Жук, Капітан, Пан Щасливець, Інос, Фламінго, Сонце, Кролик, Бегемот, Вартовий, Банкір, Пасажир, Кегліостро, Бахука, Ральф |
| Андрій Мостренко       | Квінт, Четато, Ел, Гриф-полісмен, Оповідач, Чоловік, Мел, Жук, Голос, Астронавт, Мобі |
| Кирило Нікітенко       | Король Леопард |
| Дмитро Сова            | Віктор |
| Євген Пашин            | Брюс, Гриф-полісмен, Кит, Павук, Помічник, Фламінго, Ґуфер, Бос Бобер, Коник |
| Олег Лепенець          | Четато, Газель, Мамонт, Інспектор, Тукан Дан, Слимак, Герцог, Пес, Консьєрж |
| Володимир Терещук      | Ґвен, Слон, Бегемот |
| Юрій Кудрявець         | Фред, Нобі, Фронк, Боб, Ангел, Гюнтер, Танка, Пінокіо, Лис, Півень, Торго |
| Роман Чупіс            | Смердюк, Герман, Мурахоїд, Джим, Будро |
| Олександр Погребняк    | Блакитний Тед, Вартовий, Кролик, Єнот, Шакал, Скунс, Фермер |
| Євген Малуха           | Робінзон |
| Максим Кондратюк       | Науковець |
| Андрій Альохін         | Коментатор |
| Валерій Легін          | Віщун |
| Максим Запісочний      | Саймон |
| В'ячеслав Дудко        | Рон, Адвокат |
| Дмитро Бузинський      | Страусеня, Довгоп'ят, Небу |
| Ігор Рода              | Четейто, Вугор, Слон Нед, Мартін Пардон |
| Анатолій Пашнін        | Король Вуді-Короїд, Едді |
| † Анатолій Барчук      | Лев |
| † Олександр Бондаренко | Сем, Ель Торо, Законник, Мер, Джамбо |
| Людмила Суслова        | Стара пані |
| Ганна Левченко         | Шензі, Страусиха, Горила-мама, Шала, Креденса |
| Людмила Ардельян       | Мама-горила, Мама-Страус, Бланка |
| Олена Узлюк            | Імператриця |
| Ольга Радчук           | Пайпер, Джил, Мама-пташка, Пані Горила, Мод, Тигриця |
| Катерина Брайковська   | Фріда, Подруга Гатора, Троянда, Горила-мама, Лара, Панда |
| Марина Локтіонова      | Тетяна, Фея |
| Катерина Качан         | Дівчина |
| Олена Борозенець       | Жертва |
| Тетяна Зіновенко       | Мама Рода |
| Єлизавета Зіновенко    | Гатор, Хлопчик |

## Серії

### Сезон 1
1x01. Boara Boara (Кабана Кабана) / Saskatchewan Catch (Кочування в Саскачевані)
1x02. Kenya Be My Friend? (Братання в савані) / Good Mouseketears (Позитивне мислення)
1x03. Never Everglades (Гидке курча) / LH — Cooked Goose (Як з гусака вода)
1x04. How to Beat the High Costa Rica (Грошовий перебіг) / Swiss Missed (Аварія в Швейцарії)
1x05. Uganda Be an Elephant (Не роби з кабана слона) / To Kilimanjaro Bird (Орлятко вчиться літати)
1x06. French Fried (Врятувати рядового равлика) / Big Top Breakfast (Цирк на дроті)
1x07. The Pain in Spain (Потерпання в Іспанії) / Frantic Atlantic (Горе на морі)
1x08. Tanzania Zany (Жартоманія в Танзанії) / Guatemala Malarkey (Налякала Гватемала)
1x09. Back Out in the Outback (Баталія в Австралії) / Gabon With the Wind (Ґабонський гамбіт)
1x10. Timon's Time Togo (Якщо в Тоґо з'їсти не того) / The Law of the Jungle (Закон джунглів)
1x11. Be More Pacific (Казка про кабана і рибку) / Going Uruguay (Перевірка на термітостійкість)
1x12. Yosemite Remedy (Злодюжка у смужку) / The Sky is Calling (Свара небесна)
1x13. Mozam-Beaked (Клюовий Мозамбік) / Ocean Commotion (Море по коліна)

### Сезон 2
2x01. Brazil Nuts (Рептилії Бразилії) / South Sea Sick (Лікар Хай болить)
2x02. Yukon Con (Юконське беззаконня) / Doubt of Africa (Тропічна лихоманка)
2x03. Russia Hour (Російська гореографія) / You Ghana Join the Club (Клубний відмучинок)
2x04. Rocky Mountain Lie (Як прижучити друга) / Amazon Quiver (Агонія в Амазонії)
2x05. Madagascar About You (Доки сморід не розлучить нас) / Truth or Zaire (Фотомавпаж)
2x06. Mojave Desserted (По вуха вдячний) / Beauty and the Wildebeest (Гну свою лінію)
2x07. Don't Break the China (Велика китайська вона) / Can't Take a Yolk (Яєчна маячня)
2x08. Unlucky in Lesotho (Ваза невезіння) / Rafiki's Apprentice (Магічна небувальщина)
2x09. Mombasa-In-Law (Матусю, я не одружуся) / TV Dinner (Телеменю)
2x10. Manhattan Mishap (Робінзони Ґудзону) / Paraguay Parable (Парагвайська параноя)
2x11. Let's Serengeti out of Here (Серенгеть звідси) / Congo on Like This (Конгомерат)
2x12. Okay Bayou? (Баю Баю) / Shake Your Djibouti (У Джибуті не забуті)

### Сезон 3
3x01. Palm Beached (П'ятипальмовий готель) / Jamaica Mistake? (Я майка — ти футболка)
3x02. Oregon Astray (Орегонщики) / New Guinea Pig (Пумбуа — Нова Ґвінея)
3x03. Klondike Con (Золоті Клондалини) / Isle Find Out (Неприступна фламінгація)
3x04. Wide Awake in Wonderland (Тімон і Пумба в Країні чудес) / Zazu's Off-by-One Day (Зазу в мінусах)
3x05. Africa Dabra (Африка-дабра) / I Don't Bolivia (Заболівія)
3x06. Catch Me if You Kenya (Мітливі кметелики) / Scent of the South (Таємниці безсмертя)
3x07. Forbidden Pumbaa (Атака клонів Пумтімонів) / Washington Applesauce (Хробак від яблуні далеко не падає)
3x08. I Think I Canada (У здоровому тілі здоровий друг) / Zazu's Off Day Off (Як Зазу не відпочив ні разу)
3x09. Timon on the Range (Дикий дикий Пумба) / The Man from JUNGLE (Супергерой нашого часу)
3x10. Maine-iacs (Мен-яки) / Fiji-Fi-Fo-Fum (Пумба і жукове стебло)
3x11. Once Upon a Timon (Початкова Тімонологія)
3x12. Home Is Where the Hog Is (Курячі підривні, свинячі мульки)
3x13. Beethoven's Whiff / Bumble in the Jungle (Джей-сейшн в джунглях і трішки Бетховена) / Mind Over Matterhorn
(Зацапані на кордоні)

### Сезон 4
4x01. Isle of Manhood (Як Тімону бракувало тестостерону) / Puttin 'on the Brits (Британські «ойлови»)
4x02. Beetle Romania (Румунське жукіття) / Rumble in the Jungle (Як посварилися Пумба Кабанович з Тімоном Сурикатовичем)
4x03. Animal Barn (СвинофірмА) / Roach Hotel (Тарганячий тарарам)
4x04. Shopping Mauled (Шопогонщики) / Library Brouhaha (Бібліотечна біганина)
4x05. Monster Massachusetts (Акуна Мутата) / Handle With Caribbean (Кариби Карамба)
4x06. Alcatraz-Mataz (Викрутаси в Алькатрасі) / Oahu Wahoo! (Ох, Оаху!)
4x07. Beast of Eden (На дні не одні) / Sense and Senegambia (Сенегальські вухогорлонісенітниці)
4x08. Rome Alone (Римська колізія) / Amusement Bark (Шварк розваг)

### Сезон 5
5x01 — Super Hog-o / Don't Have the Vegas Idea (Супер Свин / Кабан Шоубізу)
5x02 — Ivy Beleagured / Broadway Bound and Gagged (Сурикат нам не брат / Бродвейська свинсація)
5x03 — No Good Samaritan / Living in De Nile (Плямиста репутація / Пустельні пустуни)
5x04 — Miss Perfect / Hakuna Matata U. (Як рило усіх підкорило / Альма-мататер)
5x05 — One Tough Bug / Pirates of Pumbzance (Крутий жучок-качок / Кнур-корсар і пірат-сурикат)
5x06 — Pig-malion / Why No Rhino (Франкенпумба / Сафарі за рогом)
5x07 — War Hogs / The Big No Sleep (Свин в полі не воїн / Ой летіли лебосвині)
5x08 — Common Scents / Mister Twister (Душок епохи / Пан Вітрюган)

### Сезон 6
6x01 — Lemonade Stand Off / Big Jungle Game (Як заробити лимон / Джулімпійські Ігри)
6x02 — It Runs good / Hot Air Buffoons (Стережись автомобіля / З вітерцем навколо світу)
6x03 — So Sumo Me / Now Museum, Now You Don't (Колективна Сумодіяльність / Є музей, нема музею)
6x04 — Wishy Washy / Ice Escapades (Бажання-зітхання / Витік льоду)
6x05 — Steel Hog / Dealer's Choice Cut (Реальні Кабани / Соковитий шмат для круп'є)
6x06 — Timon in Love / Kahuna Potato (Закоханий Тімон / Кахуна Батута)
6x07 — Recipe for Disaster / Going Over-Boar'd (Рецепт катастрофи / Ази свиноплавства)
6x08 — Luck Be a Meerkat / Just When You'd Thought You'd Cuisine It All (Фортуна — капризна дитина / Копита оближеш)
6x09 — Boo Hoo Bouquet / Timon Alone (Бзз-бзз-букет / Поміж тварин Тімон один)
6x10 — Visiting Pig-nitaries / The Truth About Kats and Hogs (Поважні свинохвості / Вся правда про сурикавочників і буридатів)
6x11 — Guru Some / Jailhouse Shock (Типу Гуру / Тюремний шок)
6x12 — Nearly Departed / Early Bird Watchers (Живі трупи / Полювання на раннього птаха)
6x13 — The Spy's the Limit / Ready! Aim! Fire! (Шпигун, який мене дістав / З вогнем у полум'я)
6x14 — Timoncchio / Ghost Boosters (У хвості правди немає / З приводу привида)
6x15 — Stay Way from My Honey / Sitting Pretty Awful (Лапи геть від моєї кралі! / Посиділи — ледь не посивіли)

### Сезон 7
7x01 — Escape From Newark / Truth Be Told (Втеча з в'язниці / Правда і тільки правда)
7x02 — Throw Your Hog in the Ring / Slalom Problem (Боксерська хрюша / Вперед і вниз)
7x03 — Circus Jerks / Nest Best Thing (Цирк та й годі / Гніздечко під ключ)
7x04 — Hot Enough For Yai / Werhog of London (Перчене парі / Кнуркулака)
7x05 — Bigfoot Littlebrain / Astro-Nots (Новий друг кращий за торбу мух / Газтронавти)
7x06 — You May Have Already Won Six Million Barka / My Meteor, My Friend (Не в тарганах щастя / Друзі — не розлий метеоритний дощ)
7x07 — Jungle Slickers / Don't Wake The Neighbear (Велика рогата подоба / Не буди в мені ведмедя)
7x08 — Space Ham / You Bet Your Tuhkus (Комічна одіссея / Щоб мені провалитися!)
7x09 — Robin Hood Winked / Serengeti Western (Робін Ґудзик / Свинячий вестерн)
7x10 — Whiff / To Be Bee Or Not To Be Bee (Замахались / Вулика депресія)

### Сезон 8
8x01 — The Running Of The Bullies / Special Deffects (Біжи, Торо, біжи / Спецдефекти)
8x02 — Don't Be Elfish / Lights, Camera, Traction (Ельфійська змова / Камера, мотор, кохання)
8x03 — All Pets Are Off / Boary Glory Days (Вхід тваринами заборонений / Пенсвинонер)
8x04 — Mook Island / Cliphangers (Бевзьглуздий острів / У вирій спогадів)
8x05 — Two For The Zoo / The Swine In The Stone (Залізна зоологія / Замучені мечем)
8x06 — He's A Bad, Bad Sport / Dapper Duck Burgers (Неспортивна поведінка / Фастфуд — капосна качка)